# Tay súng nhà nghề
Tay súng nhà nghề (tiếng Ý: Il mercenario, tiếng Tây Ban Nha: El mercenario, tiếng Anh: The mercenary) là một bộ phim Viễn Tây Zapata do Sergio Corbucci đạo diễn, xuất phẩm ngày 20 tháng 12 năm 1968 tại Florence và Torino.

## Nội dung
Tại vùng biên Mỹ-Mễ trong thời cách mạng, các toán nghĩa quân chóng tha hóa vì lóa mắt trước nguồn tài nguyên vớ được. Họ quay ra bắt tay với bọn chủ tư bản để làm giàu, biến vùng hoang mạc khỉ ho cò gáy thành "miền đất hứa" cho những kẻ cơ hội từ khắp nơi đổ xô tới.
Trong lúc phẫn nộ vì bị bạc đãi như súc sinh, tên phu mỏ bạc Paco xách động cuộc nổi loạn chống ông cai Elías García và đứa em là đại tá Alfonso García. Cuộc "khởi nghĩa" kết thúc thắng lợi, anh em García chấp thuận nhượng bộ và chia cho Paco cùng ả tình nhân Columba chút cổ phần. Tự bấy, Paco nghiễm nhiên là kẻ có của của để, bèn tuyển thêm đàn em và tự tuyên bố là quân cách mạng.
Việc làm ăn ngày càng ế ẩm vì thợ liên tục lãn công dưới sự hậu thuẫn của đảng Paco, nhà García đành liều chuyển bạc qua biên giới bán cho giới tư bản Mỹ hòng cứu vãn tình hình. Hành trình phải vượt vùng hoang mạc rất hiểm trợ, anh em García bèn thuê một sát thủ gốc Ba Lan là Siergiej "Bô Nhếch" Kowalski áp tải. Tên trùm du đãng Curly đánh hơi được, bèn dọn đường đón lõng hòng cướp số bạc.

## Kĩ thuật
Phim được thực hiện tại Madrid và Andalucía tháng 08 năm 1968.

### Sản xuất
- Thiết kế: Piero Filippone
- Điều phối: Luis Vázquez
- Trang trí: Vázquez Hermanos, Luis Vázquez
- Trang phục: Jürgen Henze
- Trang điểm: Giusy Bovino, Alejandro Millón, Raul Ranieri

### Diễn xuất
- Franco Nero as Sergei "Bô Nhếch" Kowalski
- Tony Musante as Paco Román
- Jack Palance as Ricciolo (Curly)
- Giovanna Ralli as Columba
- Eduardo Fajardo  as Alfonso García
- Franco Giacobini as Pepote
- Álvaro de Luna as Ramón
- Raf Baldassarre as Mateo
- Joe Kamel as Sebastián
- Franco Ressel as Studs
- Ugo Adinolfi
- José María Aguinaco as Ramírez
- Simón Arriaga as Simón
- José Canalejas as Lerkin
- Juan Cazalilla as Mayor
- Remo De Angelis as Hudo
- Alejandro de Enciso as Juan
- Tito García as García's Cousin
- Joyce Gordon as Columba (voice)
- Bernie Grant as García's Brother (voice)
- A. Jiménez Castellanos
- Guillermo Méndez as Captain
- Enrique Navarro as Notary
- Francisco Nieto as Antonio
- Ángel Ortiz as Mexican #3
- Julio Peña
- Milo Quesada as Marco
- Herman Reynoso as Curly's 2nd Man
- José Riesgo as García's Brother
- Lorenzo Robledo as Officer
- Vicente Roca as Elías García
- Fernando Villena as Sergeant
- José I. Zaldua as Innkeeper
- Ángel Álvarez as Notary